# Chiesa di Santa Maria (Valli del Pasubio)
La chiesa di Santa Maria è la parrocchiale di Valli del Pasubio, in provincia e diocesi di Vicenza; fa parte del vicariato di Arsiero-Schio.

## Storia
Originariamente la comunità di Valli dipendeva dalla pieve di Santa Maria di Belvicino, ma già nelle Rationes decimarum compilate tra il 1297 e il 1303 la chiesa valligiana risultava essere sede di una parrocchia.

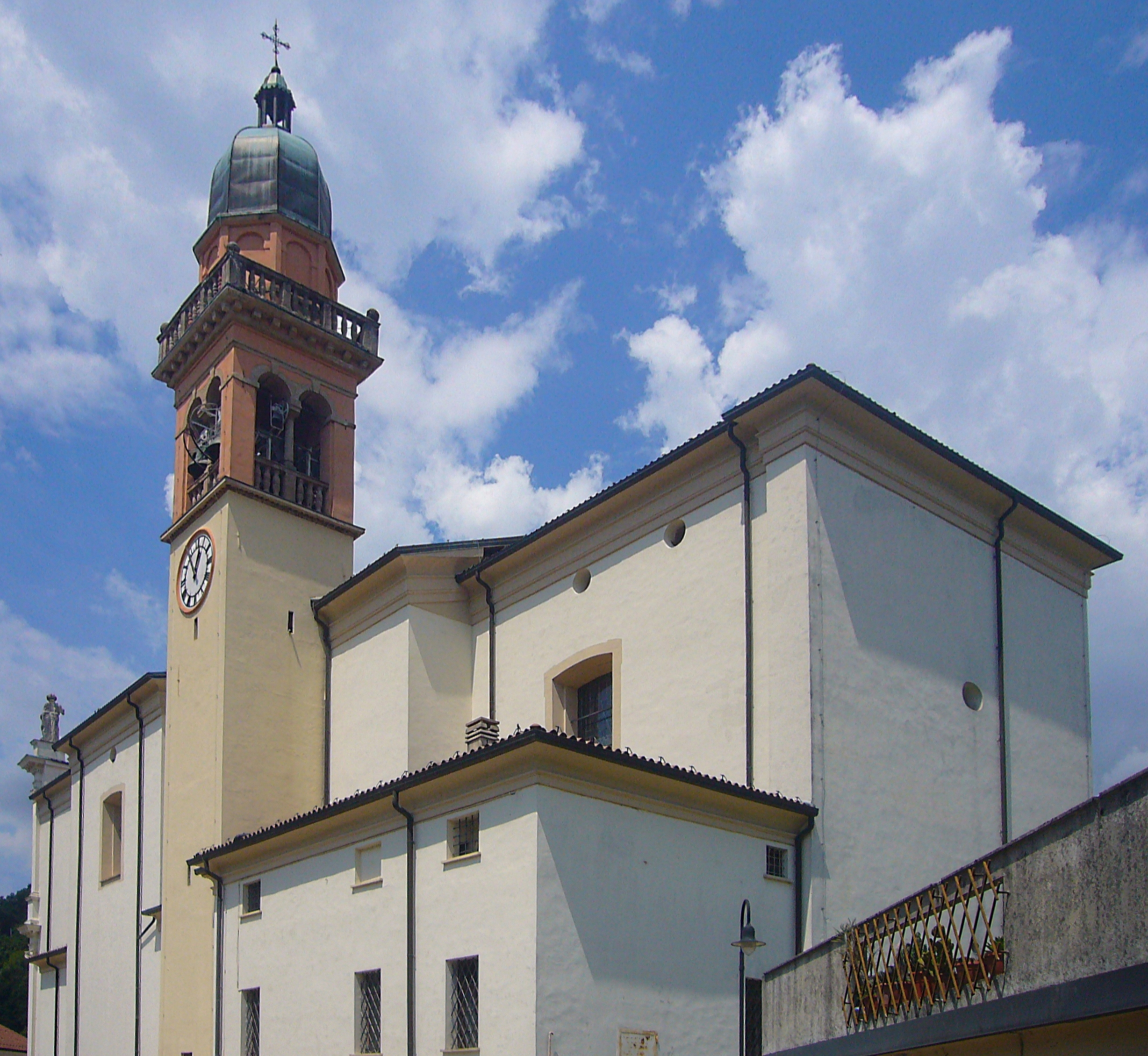
Il lato meridionale della chiesa e il campanile

Nella seconda metà del XVIII secolo l'antico luogo di culto medievale, oltre a versare in pessime condizioni, era insufficiente a soddisfare le esigenze dei fedeli e, così, ottenuto dal vescovo di Vicenza Antonio Marino Priuli il permesso, nel 1763 iniziarono i lavori di costruzione della nuova parrocchiale, la quale venne portata a compimento nel 1772.
L'edificio fu restaurato nel 1831 e tra il 1842 e il 1844 venne posato il pavimento; nel 1869 si procedette alla realizzazione della scalinata che conduce alla chiesa e nel 1930 si costruì il muraglione di sostenimento dell'edificio.
Nella seconda metà del Novecento si provvide ad adeguare la parrocchiale alle norme postconciliari e a ristrutturare la facciata.

## Descrizione

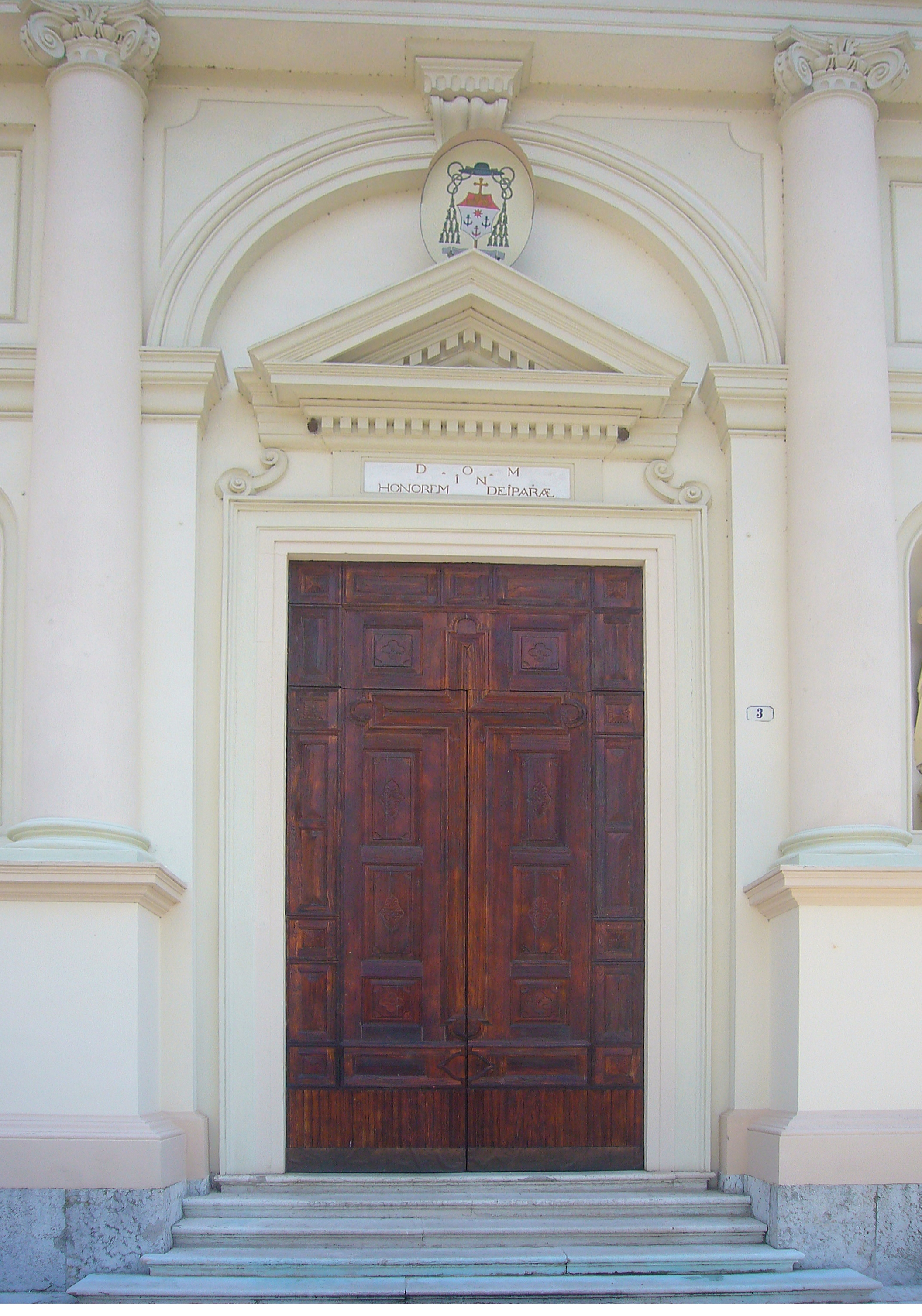
Il portale d'ingresso

### Esterno
La facciata a capanna della chiesa, rivolta a occidente, è suddivisa da una cornice marcapiano modanata in due registri, entrambi scanditi da semicolonne e abbelliti da specchiature; quello inferiore, in stile ionico, presenta centralmente il portale d'ingresso, sormontato da un timpano e inscritto in un arco a tutto sesto, e ai lati due nicchie ospitanti altrettante statue, mentre quello superiore è caratterizzato da una finestra murata e da altre due nicchie con statue e coronato dal frontone dentellato.

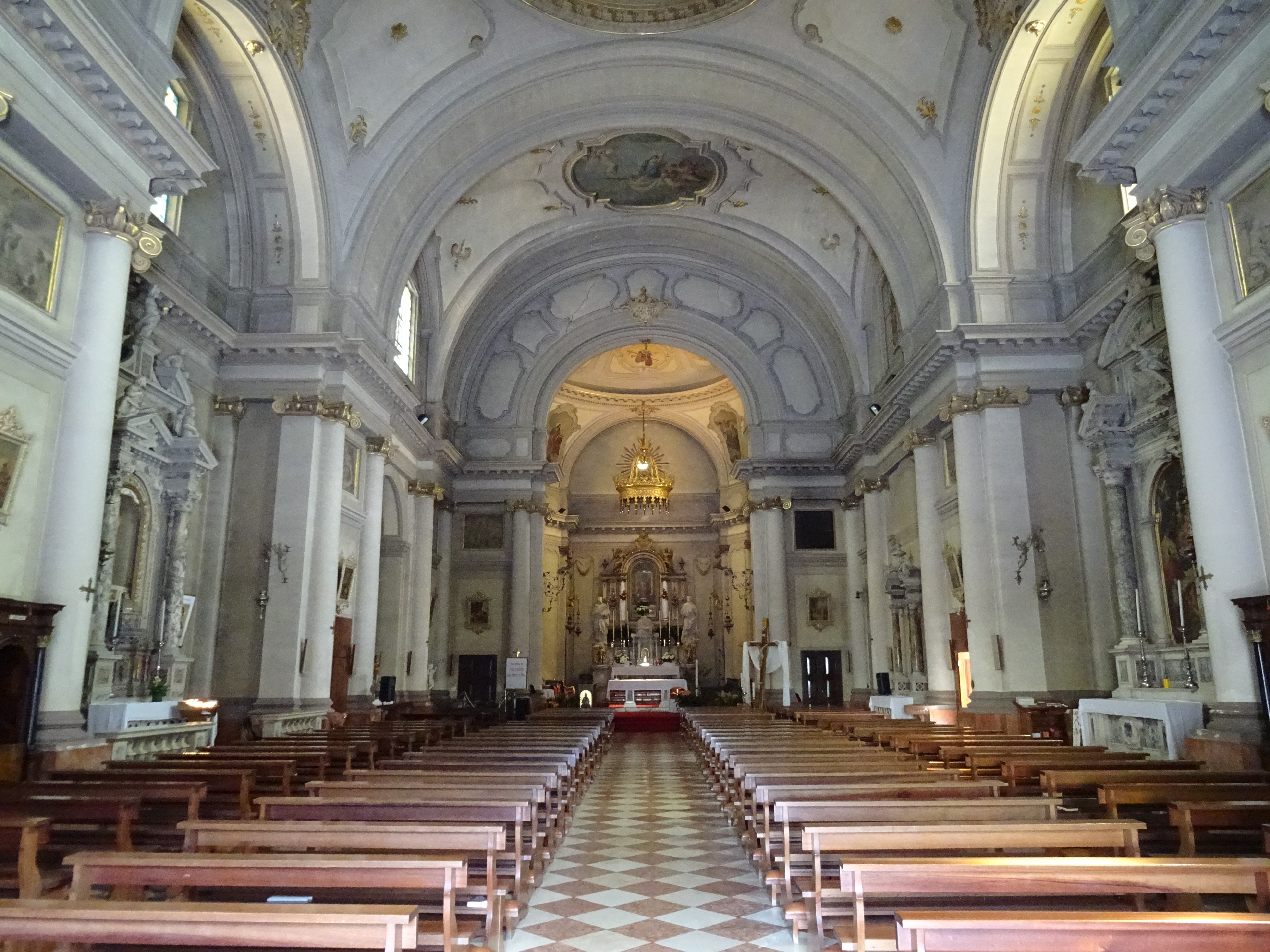
Interno

Annesso alla parrocchiale è il campanile a base quadrata, la cui cella presenta su ogni lato una bifora ed è coronata dalla cupoletta poggiante sul tamburo ottagonale. Ospita 5 campane in Mib3 (Mib3, Fa3, Sol3, Lab3, Sib3 calante) elettrificate alla veronese (dagli anni '80). Le 4 maggiori vennero realizzate dalla ditta Cavadini di Verona nel 1920, con la maggiore rifusa da Colbachini di Padova nel 1922. La piccola, probabilmente unica rimasta del concerto precedente, è opera del fonditore veronese Ruffini, anno 1776. Nel campanile sono presenti altre 2 campanelle di fonditore ignoto, oggi inutilizzate.

### Interno
L'interno dell'edificio si compone di un'unica ampia navata, sulla quale si affacciano cinque cappelle laterali e le cui pareti sono scandite da lesene e semicolonne sorreggenti la trabeazione sopra la quale si imposta la volta; al termine dell'aula si sviluppa il presbiterio, rialzato di tre scalini e chiuso dall'abside.
Qui sono conservate diverse opere di pregio, tra le quali la statua della Dolente con Gesù, scolpita nel XVI secolo, l'altare della Madonna del Rosario, l'organo, costruito dalla ditta Serassi nel 1832, e il barocco altare di Santa Lucia.